# 層遞
層遞，或稱遞進，是將意思一重又一重地展現出來的修辞手法。
層遞是指用兩種以上的事物，造句作文，作有秩序，等距離。層層遞進的形式的，稱之為層遞。順序由小到大、由輕到重、由淺到深、由低到高、由本到末，則為順層遞，重點位於最後一句話。倒層遞的重點雖也在最後一句，但部分句子的重點也可能出現在第一句，倒層遞的特徵在於層層遞減。層遞的作用在讓讀者層層跟隨，使文章引人入勝。組成這些相關事物的句子又有一定的規則，於是表達句子時，顯現出遞升或遞降的修辭技巧，稱為“層遞”。
這種修辭技巧，可以把論點闡述得更為精細透徹，促成文章氣勢的流動順暢，使說理或敘事有一氣呵成的效果。
層遞的每一重和上一重之間的距離或比例是相同的。
《文章精義》譽層遞技巧是“作文中大法度”。
註:《文章精義》和《文則》都無直接談到層遞，但相關的內容是意指層遞的。

## 分類
按程度轉變的方向，可分為遞升和遞降。
遞升就是從最不重要、最小、最簡單的地方開始，慢慢升到最重要、最大、最艱深的地方。
遞降就是其相反。運用層遞修辭必須注意要有三件或以上的事物來作比較。

#### 例句
- 大河源自於小溪，小溪源自於高山。(藍蔭鼎  飲水思源)
- 一個和尚挑水吃，兩個和尚抬水吃，三個和尚沒水吃。(諺語)

##### 《文則》就層遞的目標性質作了以下的分類：
積小成大能盡其性，則能盡人之性；能盡人之性，則能盡物之性；能盡物之性，則可以贊天地之化育；可以贊天地之化育，則可以與天地參矣。《中庸》
由精至粗古之明大道者，先明天，而道德次之；道德已明，而仁義次之；仁義已明，而分守次之，分守已明，而形名次之；形名已明，而因任次之；因任已明，而原省次之；原省已明，而是非次之；是非已明，而賞罰次之。《莊子．外篇．天道第十三》
自流及源古之欲明明德於天下者，先治其國；欲治其國者，先齊其家；欲齊其家者，先修其身；欲修其身者，先正其心；欲正其心者，先誠其意；欲誠其意者，先致其知。《大學》

## 例子
- 《孟子．公孫丑下》首章起句謂“天時不如地利，地利不如人和”，下面分三段，第一段說天時不如地利，第二段說地利不如人和，第三段卻專說人和，而歸之“得道者多助”。《文章精義》
- 桂林山水甲天下，陽朔山水甲桂林。
- 一而十，十而百，百而千，千而萬。《三字經》
- 遠親不如近鄰，近鄰不如對門。
- 文章的每一句、每一段、一直到全篇，都要仔細推敲，仔細地下工夫。
- 失掉金錢不過只損失某些東西；失掉了愛，則可能喪失大部分人生；若喪失勇氣，就一無所有。
- 臣之解牛之時，所見無非牛者；三年之後，末嘗見全牛也。方今之時，臣以神遇而不以目視，官知止而神欲行。
- 五嶽歸來不看山，黃山歸來不看嶽。
- 生命誠可貴，愛情價更高，若為自由故，兩者皆可拋。
- 一日之計在於晨，一年之計在於春，一生之計在於勤。
- 環滁皆山也。其西南諸峰，林壑尤美。望之蔚然而深秀者，琅琊也。山行六七里，漸聞水聲潺潺，而瀉出於兩峰之間者，釀泉也。峰回路轉，有亭翼然，臨於泉上者，醉翁亭也。《醉翁亭記》
- 这个白发苍苍的老人看起来一点也不特出，但只有认识他的过去，了解他的英雄事迹，就会对他肃然起敬了。
- 一个公司的品管制度是很重要的，领导层应该认真讨论，应该作出明智决定，应该果断实行，还应该定期检讨。

## 相關的手法
層遞經常和頂真同時使用